# Roméo Dallaire
O tenente-general Roméo Allain Dallaire (Denekamp, Países Baixos, 25 de junho de 1946) é um senador canadense, agente humanitário, escritor e general aposentado.
Dallaire é amplamente reconhecido por servir como Comandante da Força de Paz das Nações Unidas para Ruanda (MINUAR) entre 1993 e 1994. Além disso, também é lembrado por tentar interromper o genocídio promovido por extremistas hutus contra tutsis e hutus moderados.

## Biografia
Roméo Allain Dallaire é filho de Roméo Louis Dallaire, um soldado do Exército Canadense, e Catherine Vermeassen, uma enfermeira neerlandesa ("holandesa"). Ele passou sua infância em Montréal.
Entrou para o Exército Canadense em 1964, onde obteve a patente de oficial do Colégio Militar Real de Saint-Jean em 1968.
Dallaire escreveu um livro sobre o desenvolvimento dos conflitos de Ruanda, "Shake Hands With the Devil". Em 2004, testemunhou perante o Tribunal Penal Internacional a favor de Ruanda contra o Coronel Théoneste Bagosora.

## Missão em Ruanda

### Cenário
Os hutus se mantinham no poder do de Ruanda sem interrupção desde a independência do país (que se libertou do domínio belga em 1962) e sempre promoveram ataques à minoria tutsi; essa última, por sua vez, tentava sucessivamente tomar o poder através da Frente Patriótica Ruandense (FPR), exilada em Uganda.
As hostilidades cessaram somente quando o governo dominado pelos hutus aceitou negociar com os tutsis.

### Missão original
No dia 5 de abril de 1993, o Conselho de Segurança das Nações Unidas aprovou a resolução 872, intitulada Missão de Assistência das Nações Unidas para Ruanda, a MINUAR. Seu principal objetivo era assegurar o fim dos combates por meio da assinatura do Acordo de Arusha.
Para assegurar a diminuição da tensão entre hutus e tutsis, as Nações Unidas enviaram um efetivo de 2548 militares para Ruanda, sendo a maioria composta por belgas. O camaronês Jacques-Roger Booh-Booh era o encarregado da missão e o então Major-General Roméo Dallaire foi nomeado Comandante da força. Ele seria responsável por supervisionar a implementação do Acordo.
No entanto, alguns fatos eram estranhos à proposta de paz. Em 6 de janeiro de 1994, um DC-8 francês pousou no aeroporto da capital ruandense, Kigali, carregado com munições e armas destinadas às Forças Armadas de Ruanda (FAR). De acordo com o Chefe de Operações do Exército Ruandense, Dallaire não podia impedir o acesso às armas, uma vez que elas foram adquiridas antes do Acordo de Arusha ser assinado. Além disso, esse chefe apresentou documentos que provavam o envio das armas por Israel, Bélgica, França, Reino Unido, Países Baixos e Egito.
Além da estranha entrega de armas, soldados do governo ruandense começaram a verificar cédulas de identidade e diferenciavam com um carimbo os hutus dos tutsis. Essas cédulas permitiriam que as tropas hutus identificassem suas vítimas com precisão mais tarde.

### Reinício da violência
Na noite do dia 6 para 7 de abril de 1994, o então presidente de Ruanda Juvénal Habyarimana (hutu) e o presidente do Burundi, Cyprien Ntaryamira, foram assassinados quando o avião no qual viajavam foi atingido por um míssil.
A responsabilidade pelo crime ainda é incerta: por um lado, dizia-se na época que o avião foi abatido por ordem do líder da RPF, Paul Kagame. Outros, incluindo a FPR, acusavam militantes hutus de outros partidos de articular o assassinato para provocar uma revolta anti-tutsi ao mesmo tempo em que tomavam o poder. Não há investigações confiáveis sobre o caso.
A partir das acusações mútuas, a violência já apaziguada voltou a ser incentivada ética, social e politicamente. O conflito se tornou uma guerra civil quando extremistas hutus começaram a assassinar tutsis e hutus moderados (politicamente moderados ou simpatizantes dos tutsis) em território ruandense. Políticos hutus moderados recém-empossados não foram poupados.
Ainda no dia 7 de abril, Dallaire ordenou imediatamente um efetivo de dez soldados belgas protegessem a primeira-ministra do novo governo, Agathe Uwilingiyimana. No entanto, o comboio dos soldados foi interceptado pela Interahamwe, uma milícia hutu, e os soldados foram levados como reféns. A primeira-ministra e seu marido foram mortos; mais tarde, no mesmo dia, os corpos dos dez belgas foram encontrados.

### Deterioração da situação
Depois do assassinato de dez dos seus soldados, a Bélgica, maior fornecedor de tropas para a MINUAR, informou que iniciaria a retirada do seu efetivo do solo ruandense; ao mesmo tempo, a matança de tutsis e hutus moderados aumentava.
Ao perceber a ruína para a qual a situação se encaminharia nos dias seguintes, Dallaire solicitou o envio de apoio logístico e reforço de 2 mil soldados para a MINUAR. Com um efetivo de aproximadamente 4 mil soldados bem equipados, ele acreditava que poderia parar com as mortes.
Entretanto, o Conselho de Segurança da ONU recusou a proposta, uma vez que o presidente americano Bill Clinton se negou a enviar apoio após a morte de vários soldados americanos em Mogadíscio, na Somália, um ano antes. Além de não fornecer apoio material, o Conselho ainda votou pela redução do efetivo da MINUAR, que, pela nova proposta, contaria com menos de 260 homens.

### Genocídio
Com a retirada das tropas belgas, consideradas por Dallaire como seu melhor efetivo, o Comandante alocou seu contingente de soldados do Canadá, Gana, Tunísia e Bangladesh nas áreas urbanas e se concentrou em providenciar áreas seguras dentro de Kigali e nos arredores. Muitos dos esforços de Dallaire eram feitos para defender áreas onde ele sabia que tutsis se escondiam. A equipe de Dallaire - incluindo observadores desarmados da ONU - se utilizou muitas vezes das credenciais das Nações Unidas para salvar tutsis, interrompendo ataques da Interhamwe. As ações de Dallaire estão ligadas ao salvamento direto de aproximadamente 20 mil tutsis.

### Fim do genocídio
Na medida em que o massacre continuava e as intervenções da imprensa sobre o genocídio cresciam, o Conselho de Segurança da ONU voltou atrás e estabeleceu a MINUAR II, com um efetivo de 5 500 homens, em resposta ao plano francês, que previa ocupar partes do país (a então chamada Operation Turquoise, que contaria com a presença de tropas francesas, inicialmente encontrou a oposição de Dallaire, uma vez que os franceses tinham um histórico de apoio aos hutus e às Forças Armadas Ruandenses).
No início de julho, as tropas da FPR invadiram Kigali e os atos genocidas não paravam. Em agosto, os franceses entregaram sua parte do país para a FPR, o que deu o controle de toda Ruanda a Kagame.
Conforme revelado nos testemunhos do Tribunal Penal Internacional para o Ruanda, o genocídio foi brutalmente eficiente: durou somente 100 dias e levou à morte entre 800 mil e 1 171 000 tutsis e hutus moderados. Mais de dois milhões de pessoas foram desalojadas dentro do país ou procuraram abrigo nas nações vizinhas.
O genocídio só terminou quando a FPR tomou o controle de Ruanda, em 18 de julho de 1994. Apesar disso, a recriminação, retribuição e perseguição criminal dos envolvidos continua até hoje.

## Vida após Ruanda
De volta ao Canadá, Dallaire ocupou, de setembro de 1994 a outubro de 1995, simultaneamente os postos de comandante adjunto do Comando da Força Terrestre em Saint Hubert (Québec) e de comandante da 1ª Divisão do Canadá. Em junho de 1995, a Conferência das Associações da Defesa o congratulou com o prêmio Vimy. Mais tarde naquele ano, ele dirigiu o Setor do Québec da Força Terrestre.
Dallaire se aposentou das Forças Armadas do Canadá com a patente de Tenente-general por motivos médicos no dia 22 de abril de 2000, ao apresentar um quadro crônico de stress pós-traumático.
Culpava-se pelo fracasso da missão e entrou em depressão. No dia 20 de junho de 2000, foi encaminhado às pressas para um hospital após ser encontrado desacordado em Hull, no Québec. Estava intoxicado com a reação dos medicamentos anti-depressivos e o álcool, mistura que quase o levou ao coma. A história ganhou repercussão nacional e iniciou um grande debate sobre as regras de dedicação sob as quais os Boinas azuis (soldados das Forças de Paz da ONU) são submetidos.
Em janeiro de 2002, Dallaire foi condecorado com o Aegis Trust Award inaugural. No dia 10 de outubro de 2002, recebeu o título Officer of the Order of Canada.
Em outubro de 2002, o documentário The Last Just Man foi lançado. Ele apresenta a cronologia do Genocídio de Ruanda e conta com entrevista de Dallaire, seu auxiliar, Major Brent Beardsley, e outras pessoas envolvidas nos acontecimentos. O documentário foi dirigido por Steven Silver.
Dallaire relatou detalhadamente os meses que passou em Ruanda no seu livro de 2003, Shake Hands with the Devil: The Failure of Humanity in Rwanda, escrito em colaboração com Beardsley. O livro ganhou o prêmio Shaughnessy Cohen Award for Political Writing em 2003 e o 2004 Governor General's Award para não-ficção.

## Condecorações
- Officer of the Legion of Merit (Estados Unidos)
- Aegis Trust Award
- Officer of the Order of Canada
- Order of Military Merit
- Grand Officer of the National Order of Quebec
- Meritorious Service Decoration
- Canadian Forces Decoration